# Holcombe (Somerset)
Holcombe – wieś w Anglii, w hrabstwie Somerset, w dystrykcie (unitary authority) Somerset. Leży 25 km na południe od miasta Bristol i 166 km na zachód od Londynu. W 2001 miejscowość liczyła 936 mieszkańców.